# 2017 en Nouvelle-Écosse
Chronologie de la Nouvelle-Écosse
- 2013
- 2014
- 2015
- 2016
- 2017
- 2018
- 2019
- 2020
- 2021

Cette page concerne des événements d'actualité qui se sont produits durant l'année 2017 dans la province canadienne de la Nouvelle-Écosse.

## Politique
- Premier ministre : Stephen McNeil (Parti libéral)
- Chef de l'opposition : Jamie Baillie (en) (Association progressiste-conservateur)
- Lieutenant-gouverneur : John James Grant
- Législature : 62e (en)

## Événements
- 30 mai : les élections provinciales portent au pouvoir le Parti libéral de Nouvelle-Écosse (PLNS)[1].

## Décès
- 16 octobre : John Francis Dunsworth, acteur canadien né le 12 avril 1946 à Bridgewater (Nouvelle-Écosse) et mort à Halifax (Nouvelle-Écosse)[2].
- 5 décembre : August Ames, actrice.